# Lockheed Martin SR-72
Bei der Lockheed Martin SR-72 handelt es sich um ein Konzept für ein unbemanntes Hyperschallflugzeug, das mit Geschwindigkeiten von Mach 6 in großen Höhen ISR-Operationen durchführen soll. Es wird von Lockheed Martin in den Skunk Works als Nachfolger der berühmten SR-71 Blackbird entwickelt.
Die SR-72 wird häufig mit dem fiktiven Aufklärungsflugzeug „Darkstar“ aus dem Film „Top Gun: Maverick“ verwechselt.
Bei der Bezeichnung SR-72 handelt es sich nicht um eine offizielle Typenbezeichnung der U.S. Air Force.

## Notwendigkeit
Nachdem die SR-71 1998 endgültig aus finanziellen Gründen ausgemustert worden war, entstand eine Lücke in der strategischen US-Aufklärung zwischen der umfangreichen Anzahl von Unterschallflugzeugen auf der einen und Überwachungssatelliten auf der anderen Seite. Mit der starken Zunahme von Drohnen im Rahmen des „Kriegs gegen den Terror“ schien zunächst auch kein Bedarf für einen Nachfolger für die Blackbird notwendig zu sein. Allerdings führten die zunehmende Verbreitung von Anti-Satelliten-Waffen und die Fortschritte im Bereich der Radartechnologie zur Ortung von Tarnkappenflugzeugen dazu (insbesondere im Zusammenhang mit der Aufrüstung Chinas), dass man auf das Konzept von extrem hohen Geschwindigkeiten wieder zurückgriff. Der Vorteil einer Mach-10-Maschine, die diese Geschwindigkeit auch über eine längere Zeit halten kann, ist, dass sie auch in gut überwachten und verteidigten Luftraum eindringen kann, da die Reaktionszeit für den Verteidiger extrem gering ist. Die ersten Berichte über die SR-72 stammten aus dem Jahr 2007, wobei Lockheed Martin erst am 1. November 2013 das Konzept zur SR-72 offiziell vorstellte. In den Jahren danach drang nichts mehr an die Öffentlichkeit. Sämtliche Andeutungen auf der Social Media Seite der Firma und der Konzernseite verschwanden.

## Triebwerk
Um Geschwindigkeiten von bis zu Mach 6 zu erreichen, entwickelt Lockheed Martin seit 2006 mit Aerojet Rocketdyne ein entsprechendes Triebwerk. Bisherige Mach-6-Projekte verwenden Staustrahltriebwerke, die aber erst ab Geschwindigkeiten von Mach 3 bis 3,5 arbeiten können. Deswegen müssen entsprechende Prototypen, wie z. B. die X-51, erst mit einer Trägerrakete oder einem Raketenbooster auf die nötige Geschwindigkeit gebracht werden. Da ein solches Trägersystem für den operativen Betrieb zu teuer wäre, liegt der Schwerpunkt der Entwicklung bei der SR-72 darauf, dass diese aus eigener Kraft entsprechende Geschwindigkeiten erreichen kann. Dafür greift Lockheed Martin auf das „turbine-based combined cycle“ Konzept (TBCC) zurück: Das Triebwerk soll über einen variablen Luftstrom verfügen, womit es bei niedrigen Geschwindigkeiten wie ein Turbojet und bei hohen wie ein Staustrahltriebwerk funktioniert. Bereits die J58-Triebwerke der SR-71 Blackbird funktionierten nach einem ähnlichen Prinzip, wobei es sich hierbei „nur“ um ein Staustrahltriebwerk mit unterschallschneller Luft in der Brennkammer handelt. Für höhere Geschwindigkeiten muss auf diese Variante der Verdichtung verzichtet und ein kontinuierlich überschallschneller Luftstrom verwendet werden, wobei der Übergang von Düsentriebwerk zu Staustrahltriebwerk damit erheblich erschwert würde.

## Ausblick
Lockheed Martin gab an, dass ein möglicher Demonstrator in der Größe moderner Jagdflugzeuge gebaut werden könnte, der bereits für wenige Minuten Mach 6 erreichen soll, um die grundsätzliche Funktionstüchtigkeit des Konzeptes zu beweisen. Ein erster Prototyp der SR-72 könnte dann bis 2025[veraltet] gebaut werden, eine Indienststellung wäre in den 2030ern zu erwarten.